# Laura Mancinelli
Laura Mancinelli (italijanska izgovorjava: [ˈlaura mantʃiˈnɛlli]), italijanska ženski roman, germanistka in medievalistka, * 18. december 1933, Videm, † 7. julij 2016, Torino.
Je univerzitetna predavateljica, prevajalka, esejistka (številni eseji o srednjeveški zgodovini) in avtorica več zgodovinskih romanov.

## Življenjepis
Laura Mancinelli se je rodila v Videmu leta 1933 in štiri leta živela v Roveretu, preden se je leta 1937 preselila v Torino z družino.
Po šolskem izobraževanju in študiju je diplomirala na Univerzi v Torinu leta 1956 z diplomo iz nemške književnosti s poudarkom na sodobni literaturi. Po doktoratu je poučevala. Leta 1969 je napisala esej Pesem o Nibelungih. Težave in vrednote.
V sedemdesetih letih je na Univerzi v Sassariju poučevala germansko filologijo in pozneje v Benetke poklicala nemškega ladjica Ladislao Mittnerja. Leta 1976 je na Univerzi Ca'Foscari v Benetkah pridobila naziv zgodovinarke nemškega jezika.
Po nasvetu svojega kolega in prijatelja, Claudia Magrisa, je leta 1972 uredila in v italijanščino prevedla delo Nibelungenlied. Leta 1978 je prevedla Tristan (Gottfried von Straßburg). Leta 1989 je prevedla Gregorius in Ubogega Heinricha (Hartmann von Aue).
Po vrnitvi v Torino je Laura Mancinelli kot nosilka univerzitetne katedre za germansko filologijo leta 1981 debitirala v leposlovju z zgodovinskim romanom Dvanajst opatov iz Challant, ki ga je avtorica začela pisati leta 1968. Sledila sta romana Mozartov duh leta 1986 in Čudež svete Odilije leta 1989.
Laura Mancinelli je v začetku devetdesetih let dvajsetega stoletja zaradi multipla skleroza zapustila katedro za germanistiko.
Od leta 1994 dalje se je popolnoma posvetila pisanju in v desetletju objavila več kot petnajst del, kljub bivanju v bolnišnici in dolgotrajni rehabilitaciji.
Leta 2009 je izdala roman Gli occhiali di Cavour, leta 2011 pa še Due storie d'amore, proste interpretacije zgodbe dveh slavnih parov, Kriemhild in Siegfrieda ter Tristana in Iseult.
Mancinellijeva je zaradi bolezni umrla 7. julija 2016 v Torinu. Slovesno slovo je bilo 11. julija 2016 na spomeniškem pokopališču v Torinu, pogreb pa je potekal v kraju Exilles v dolini Susa, kamor je pisateljica umestila enega od svojih romanov.